# Конашевич, Виктор Леонтьевич
Виктор Леонтьевич Конашевич, другой вариант фамилии — Коношевич (15 сентября 1928 года, деревня Ботиновка, Тайгинский район — 7 ноября 2003 года, г. Берёзовский, Кемеровская область) — бригадир ГРОЗ шахты «Южная», г. Берёзовский, Кемеровская область, Герой Социалистического Труда. Полный кавалер знака «Шахтёрская слава».

## Биография
Родился в деревне Вотиновка Тайгинского района (сейчас входит в состав Кемеровского района Кемеровской области) 15 сентября 1928 года. С 1941 по 1945 годы трудился в колхозе. В 1945 году поступил на действовавший при шахте Факультет заочного обучения.
В 1947 году принят на шахту «Южная» учеником проходчика, а уже через месяц становится бригадиром проходческого участка. В 1956 году его назначают бригадиром горнорабочих очистного забоя. Это его бригада первой осваивала новый механизированный комплекс КМ-81. Чтобы научиться работать на этом комплексе, членам бригады приходилось выезжать на другие шахты, где действовали такие комплексы. Впервые суточная добыча на шахте «Южная» была доведена до тысячи тонн.
В 1976 году он побывал в Бельгии, познакомился с работой бельгийских шахтёров.
Коллегам Виктора Леонтьевича дорога память об одном из рабочих дней 1977 года, когда во время смены Виктора Конашевича под глыбы породы попал горнорабочий. Шесть часов без отдыха руками и лопатами рабочие откапывали товарища. Сам Виктор Леонтьевич получил перелом грудного позвонка. За героизм и мужество ему была объявлена благодарность.
В 1978 году вышел на пенсию, но продолжал работать до 1986 года. Умер 7 ноября 2003 года.

## Награды
- За выдающиеся успехи в выполнении заданий пятилетнего плана, достижение высоких технико-экономических показателей Указом Президиума Верховного Совета СССР от 30 марта 1971 года Виктору Леонтьевичу Конашевичу было присвоено звание Героя Социалистического Труда с вручением ордена Ленина и золотой медали «Серп и Молот».
- Награждён медалями «За трудовое отличие», «За доблестный труд». Является полным кавалером знака «Шахтёрская слава», удостоен звания «Почётный шахтёр».
- С января 1980 года — Почётный гражданин города Березовский.

## Память
В 2006 году на летней спартакиаде предприятий компании «Кузбассуголь» был учрежден приз им. В. Л. Конашевича.